# Pataki Mózes
Sárospataki és károlyvári ifjabb Pataki Mózes, Pataky (Kolozsvár, 1784. február 29. – Kolozsvár, 1815. január 25.) irodalomtörténész, ifj. Wesselényi Miklós bárónak 1807-től nevelője.

## Élete
Id. Pataki Mózes, 1779-től 1816-ig a kolozsvári református főiskola tanárának fia. Kazinczy Ferenc rendkívül sokra becsülte őt és levelezett is vele. 1814-ben Wesselényi Miklós báróval és Döbrentei Gáborral meglátogatta Niklán Berzsenyi Dánielt. Meghalt 1815. január 25-én Kolozsvárt 31. évében. Wesselényi Miklós báró, barátja tetemeit Zsibóra vitette s atyjának koporsója mellé helyezte el.
Cikke az Erdélyi Múzeumban (Kolozsvár 1814. I. 121-141. l. A római poézis történetei). Levelei Kazinczy Ferenchez, Zsibó, 1810. ápr. 12., 1814. nov. 24., 1815. jan. 8.
A Döbrentei Gábortól tervezett Külföldi Játékszini Gyűjtemény számára lefordította Goethe Egmontját és Schiller Don Carlosát; mivel a vállalat nem jelent meg, a fordítás is kéziratban maradt.